# I Will Survive
"I Will Survive"는 미국의 가수 글로리아 게이너의 노래로, 1978년 10월 6번째 앨범 Love Tracks (1978)의 두 번째 싱글로 발매되었다. 프레디 페렌(Freddie Perren)과 디노 페카리스(Dino Fekaris)가 공동으로 작사·작곡했다. 가장 잘 팔린 곡으로, 미국 음반 산업 협회(RIAA)로부터 플래티넘 인증을 받은 인기 있는 디스코 노래이다.
이 노래의 가사는 처음에 엄청나게 충격적인 이별 이후 서술자의 개인적인 힘의 발견을 묘사한다. 1979년 빌보드 핫 100에서 3주 연속 1위를 기록했고, 영국 싱글 차트, 아이리시 싱글 차트에서 1위를 차지했다. "I Will Survive"는 여성 권력의 상징물로 자주 표현되기도 한다.  2016년, 미국 의회도서관은 게이너의 원본 녹음을 "문화적, 역사적, 예술적으로 중요한 것"으로 간주하고 국가기록원에 보존하기 위해 선정했다.